# Impasse du Baron
L'impasse du Baron (en occitan : androna del Baron) est une voie de Toulouse, chef-lieu de la région Occitanie, dans le Midi de la France.

## Situation et accès

### Description
L'impasse du Baron est une voie publique. Elle se trouve dans le quartier de Lalande.
La chaussée ne compte qu'une seule voie de circulation automobile à double sens. Elle appartient à une zone 30 et la vitesse y est limitée à 30 km/h. Il n'existe pas d'aménagement cyclable.

### Voies rencontrées
L'impasse du Baron rencontre les voies suivantes, dans l'ordre des numéros croissants :
1. Chemin du Baron
2. Rue René-Nelli (g)
3. Rue Léonce-Duclos (d)
4. Impasse de Launaguet - accès piéton

## Odonymie
En 1890, l'impasse du Baron est désignée comme la rue de l'Écusson : il s'agit du nom d'un domaine agricole qu'elle desservait. C'est en 1920 que la rue devient impasse du Baron : ce nom lui vient du chemin où elle a son origine. L'origine du nom n'en est cependant pas claire : probablement faut-il y voir encore le nom d'une famille qui y possédait un domaine agricole au XVIIIe ou au XIXe siècle. C'est, de plus, le nom d'une zone d'aménagement concerté (ZAC), comprise entre le chemin du Baron au nord, l'impasse du Baron à l'ouest, la route de Launaguet à l'est et l'impasse de Launaguet au sud.
Par ailleurs, le 16 décembre 2005, à la suite du percement de la rue Léonce-Duclos qui permettait de désenclaver l'impasse du Baron, le conseil municipal décida de renommer l'impasse en passage. Mais, à la suite de réclamations des habitants, elle redevint impasse, par décision du conseil municipal du 8 décembre 2006.

## Patrimoine et lieux d'intérêt
- no  1 : ferme maraîchère (deuxième moitié du XIXe siècle)[4].
- no  21 : ferme maraîchère (deuxième moitié du XIXe siècle)[5].
- no  41 : ferme maraîchère (deuxième moitié du XIXe siècle)[6].
- no  45 : ferme maraîchère (deuxième moitié du XIXe siècle)[7].